# Sphex diabolicus
Sphex diabolicus là một loài côn trùng cánh màng trong họ Sphecidae, thuộc chi Sphex. Loài này được F. Smith miêu tả khoa học đầu tiên năm 1858.